# 호리족

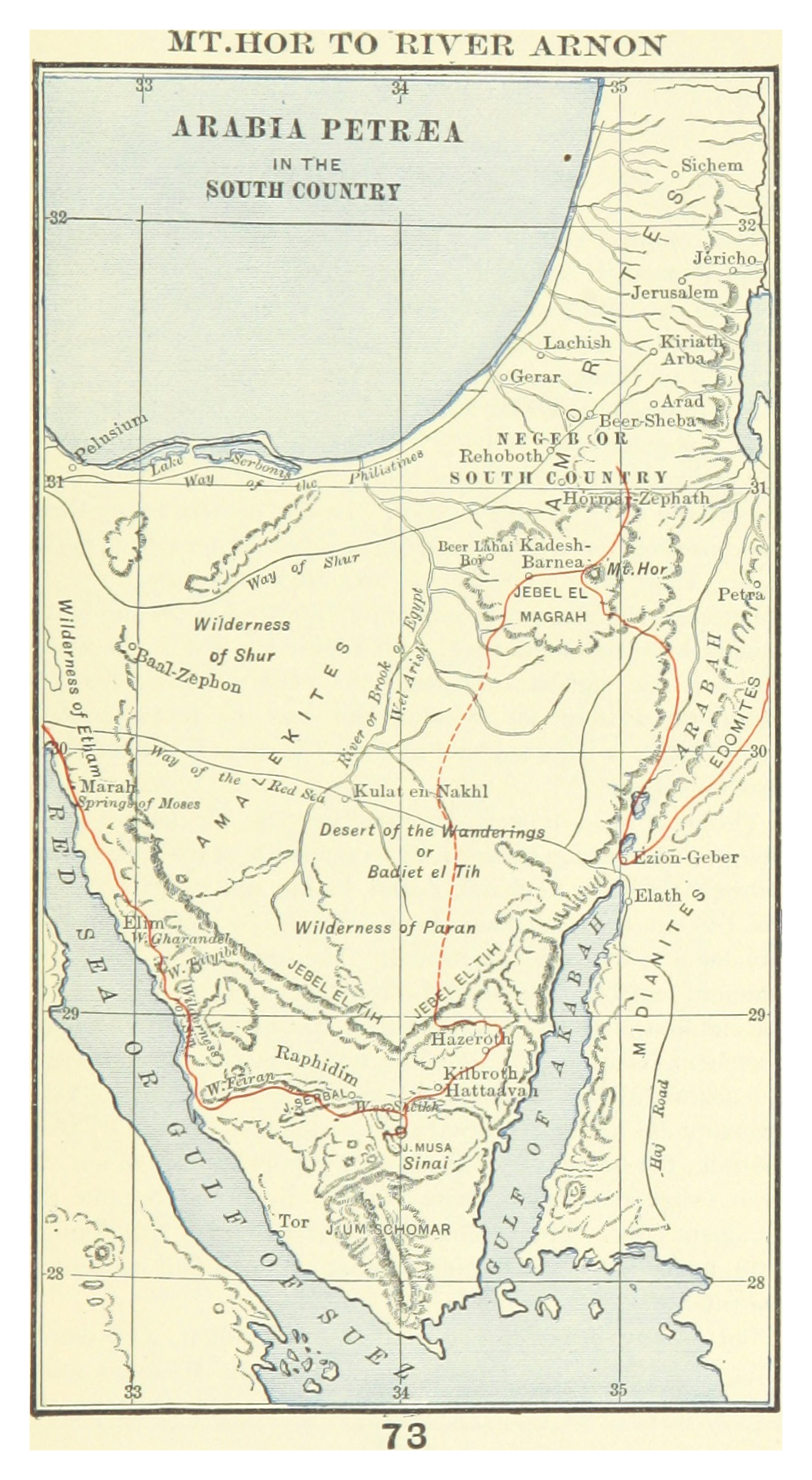
호리족 거주지의 지도

호리족(히브리어: חֹרִים‎ Ḥōrīm)은 구약성경 중 토라(모세오경)에서 언급된 민족으로, 가나안의 세일산 주변 지역에 거주했다.

## 이름
아치볼드 세이스(1915년)에 따르면, 호리족은 고대 이집트 비문에 기록된 카르(이전에는 하리라고 번역됨)라는 지역과 동일시되며, 이 지역은 가나안의 남부 지역에 해당한다. 최근의 학술 연구는 호리족을 후르리인과 관련 짓는다.
기원후 300-500년에 기록된 창세기 라바 42:6의 랍비 전통에 따르면, 호리족은 "자유로워졌기" 때문에 호리족이라고 불렸는데, 이는 그 이름이 "자유"를 의미하는 히브리어 ḥori와 관련이 있다는 것을 전제로 한다.

## 구약성경
호리족은 토라에 처음 등장할 때 소돔과 고모라 근처에 살던 가나안 연합의 구성원으로 나타난다. 이 연합은 12년 동안 그들을 지배했던 엘람의 그돌라오멜에게 반란을 일으켰다. 이에 그돌라오멜은 공격하여 그들을 진압했다.
나중에 창세기 36장에 따르면, 호리족은 아브라함의 손자이자 이삭의 아들인 에서의 가족과 함께 살았고 결혼도 했다. 결국 그들은 에서의 후손들, 즉 에돔으로도 알려진 사람들의 지배를 받게 되었다.

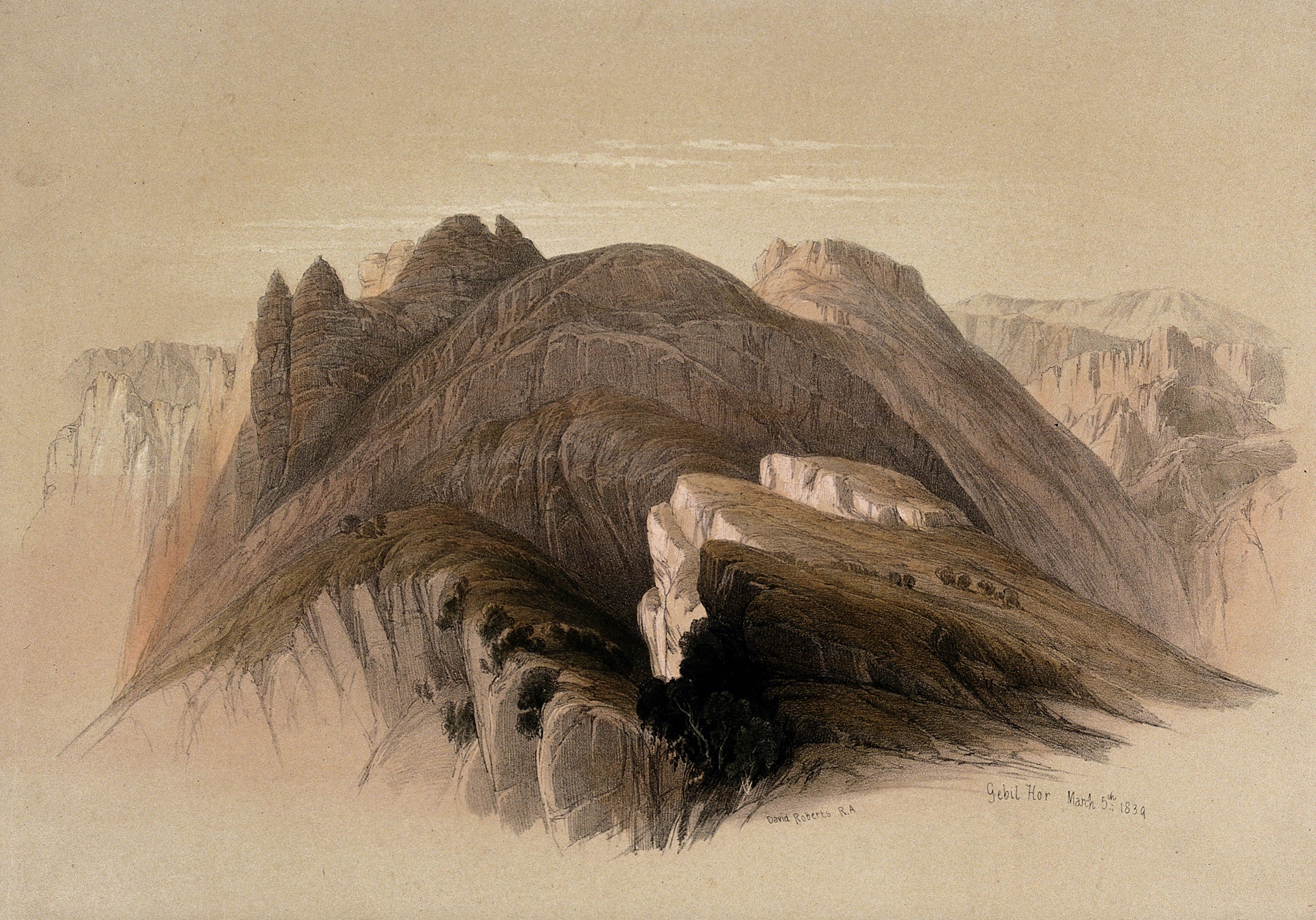
성지, 시리아, 이두메아, 아라비아, 이집트, 그리고 누비아에서 페트라 근처 절벽에서 본 호르산

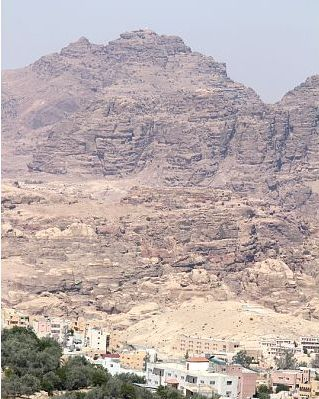
호르산

호리족 인물 세일의 조상은 명시되어 있지 않다. 일부는 세일이 아브라함의 아버지인 데라 시대에 살았다고 말한다. 그는 또한 르우 시대에 살았고 함의 아들 가나안의 아들 히위와 동일인물로 추정되는 호르의 후손이라고도 한다.
에돔 이전 호리족 족장들은 세일의 후손들로, 창세기와 역대상에 동일하게 기록되어 있다. 이 족장들 중 두 명은 여성인 딤나와 오홀리바마로 보인다. 딤나는 이스라엘의 숙적 아말렉인의 조상으로 악명 높다. 이후 에서의 후손인 족장들은 창세기 36:40-43에 기록되어 있다.
어느 시점부터 이 지도자들 중 일부는 다른 족장들 위에 '왕'의 지위에 올랐고, 호리족의 땅은 세일의 땅이 아닌 에돔으로 알려지게 되었다. 이 왕들 중 한 예는 에서와 그의 아내인 이스마엘의 딸 바스맛의 아들인 제라의 아들 요밥이다. 또 다른 예는 '데만 사람' 후삼인데, 그는 에서의 아들 데만의 직계 후손이다.
이 왕들 중 어느 누구의 아들도 그들의 아버지가 죽은 후에 왕이 되지 못했다. 분명히, 이 호리족 이후의 왕들의 아들들이 왕위를 계승하는 장자 상속 제도는 없었고, 대신 왕들이 선택되거나 통치할 권리를 얻는 다른 시스템이 존재했다.
이 민족들의 통치가 족장에서 왕에게로 통합될 무렵, 호리족은 더 이상 언급되지 않는다. 신명기 2:22에 따르면, 에돔인들은 호리족을 멸하고 그들의 땅에 정착했다. 신학자 칼 프레드리히 카일과 프란츠 델리취는 호리족을 르바임으로 보았는데, 그 구절이 에돔인들의 정복을 모압과 암몬인들의 르바임 정복과 명백히 비교하기 때문이다.